# Buffalo Lake
Buffalo Lake és una població dels  EUA a l'estat de Minnesota. Segons el cens del 2000 tenia 768 habitants.

## Demografia
Segons el cens del 2000, Buffalo Lake tenia 768 habitants, 294 habitatges, i 197 famílies. La densitat de població era de 478,3 habitants per km².
Dels 294 habitatges en un 32,7% hi vivien nens de menys de 18 anys, en un 54,8% hi vivien parelles casades, en un 8,2% dones solteres, i en un 32,7% no eren unitats familiars. En el 29,6% dels habitatges hi vivien persones soles el 18,4% de les quals corresponia a persones de 65 anys o més que vivien soles. El nombre mitjà de persones vivint en cada habitatge era de 2,43 i el nombre mitjà de persones que vivien en cada família era de 2,96.
Per edats la població es repartia de la següent manera: un 24,7% tenia menys de 18 anys, un 6,8% entre 18 i 24, un 25,4% entre 25 i 44, un 17,1% de 45 a 60 i un 26% 65 anys o més.
L'edat mediana era de 40 anys. Per cada 100 dones de 18 o més anys hi havia 84,7 homes.
La renda mediana per habitatge era de 40.000 $ i la renda mediana per família de 43.958 $. Els homes tenien una renda mediana de 31.250 $ mentre que les dones 25.000 $. La renda per capita de la població era de 17.669 $. Entorn del 5,6% de les famílies i el 10,8% de la població estaven per davall del llindar de pobresa.

## Poblacions més properes
El següent diagrama mostra les poblacions més properes.